# Stagione 2020-2021 di snooker
La stagione 2020-2021 di snooker è stata la 52ª edizione di una stagione di snooker. È iniziata il 19 agosto 2020 ed è terminata il 3 maggio 2021.

## Giocatori
L'8 giugno 2020 — durante la ripresa della stagione 2019-2020, a seguito della pandemia di COVID-19 — il World Snooker Tour comunica, sul suo sito ufficiale, i nuovi criteri di accesso al Main Tour.
I primi 64 giocatori che si sono classificati al termine della precedente stagione, hanno il diritto di rimanere professionisti, così come i primi quattro giocatori — fuori dai primi 64 — che si sono posizionati nella classifica annuale alla fine della precedente stagione; questi 68 vengono, inoltre, seguiti da altri 35 giocatori, i quali hanno ottenuto una carta d'accesso per due stagioni, sempre nel 2019-2020. Provengono dal Challenge Tour 2019-2020 Lukas Kleckers — secondo classificato — e il vincitore dell'evento play-off Allan Taylor. Vengono seguiti dai vincitori dei tornei amatoriali (Ashley Hugill, Gao Yang, Andrew Pagett ed Aaron Hill) e dagli sconfitti delle finali del WSF Open 2020 e del WSF Junior Open 2020 (rispettivamente Iulian Boiko e Sean Maddocks). Accedono al tour principale anche Pang Junxu e Zhao Jianbo, provenienti dal CBSA China Tour, e i 12 vincitori dei tre eventi della Q School 2020.
I giocatori fuori dai primi 64 del Ranking che si sono qualificati alla fase a eliminazione diretta del Campionato mondiale 2020, e che non erano al primo anno della carta professionistica (Jamie Clarke ed Ashley Carty), ottengono automaticamente una Tour Card di due stagioni.
Inoltre, il World Snooker Tour assegna una Invitational Tour Card al campione del mondo 1997 Ken Doherty e al 7 volte vincitore del Campionato mondiale Stephen Hendry, che farà il suo ritorno tra i professionisti dal 2012, anno in cui aveva annunciato il suo ritiro dallo snooker giocato. La carta d'accesso non viene consegnata, invece, a James Wattana, il quale viene relegato dal Main Tour.

### Nuovi giocatori nel Main Tour
| N°            | Nuovi giocatori   | Motivo della qualificazione                                 | Precedenti stagioni da professionista | Note   |
| ------------- | ----------------- | ----------------------------------------------------------- | --- | ------ |
| 1             | Lukas Kleckers    | Secondo classificato nel Challenge Tour 2019-2020           | 2 (2017-2018, 2018-2019) | [ 5 ]  |
| 2             | Allan Taylor      | Vincitore dell'evento play-off del Challenge Tour 2019-2020 | 6 (2013-2014, 2014-2015, 2015-2016, 2016-2017, 2017-2018, 2018-2019) | [ 7 ]  |
| 3             | Ashley Hugill     | Vincitore del WSF Open 2020                                 | 2 (2017-2018, 2018-2019) | [ 8 ]  |
| 4             | Gao Yang          | Vincitore del WSF Junior Open 2020                          | 0 | [ 9 ]  |
| 5             | Andrew Pagett     | Campione europeo 2020                                       | 5 (2008-2009, 2010-2011, 2011-2012, 2013-2014, 2014-2015) | [ 10 ] |
| 6             | Aaron Hill        | Campione europeo Under-21 2020                              | 0 | [ 11 ] |
| 7             | Iulian Boiko      | Finalista del WSF Open 2020                                 | 0 | [ 8 ]  |
| 8             | Sean Maddocks     | Finalista del WSF Junior Open 2020                          | 0 | [ 9 ]  |
| 9             | Pang Junxu        | Selezionato dal CBSA China Tour                             | 0 |        |
| 10            | Zhao Jianbo       | Selezionato dal CBSA China Tour                             | 0 |        |
| Q School 2020 |                   |                                                             | |        |
| 11            | Lee Walker        | Vincitori dell'evento 1                                     | 18 (1994-1995, 1995-1996, 1996-1997, 1997-1998, 1998-1999, 1999-2000, 2001-2002, 2002-2003, 2003-2004, 2004-2005, 2005-2006, 2007-2008, 2014-2015, 2015-2016, 2016-2017, 2017-2018, 2018-2019, 2019-2020)                                  | [ 16 ] |
| 12            | Peter Devlin      | Vincitori dell'evento 1                                     | 0 | [ 16 ] |
| 13            | Simon Lichtenberg | Vincitori dell'evento 1                                     | 2 (2018-2019, 2019-2020) | [ 16 ] |
| 14            | Fan Zhengyi       | Vincitori dell'evento 1                                     | 2 (2018-2019, 2019-2020) | [ 16 ] |
| 15            | Jamie Jones       | Vincitori dell'evento 2                                     | 11 (2006-2007, 2008-2009, 2010-2011, 2011-2012, 2012-2013, 2013-2014, 2014-2015, 2015-2016, 2016-2017, 2017-2018, 2018-2019) | [ 17 ] |
| 16            | Zak Surety        | Vincitori dell'evento 2                                     | 2 (2014-2015, 2015-2016) | [ 17 ] |
| 17            | Oliver Lines      | Vincitori dell'evento 2                                     | 6 (2014-2015, 2015-2016, 2016-2017, 2017-2018, 2018-2019, 2019-2020) | [ 17 ] |
| 18            | Ben Hancorn       | Vincitori dell'evento 2                                     | 0 | [ 17 ] |
| 19            | Rory McLeod       | Vincitori dell'evento 3                                     | 21 (1991-1992, 1996-1997, 1998-1999, 2001-2002, 2002-2003, 2003-2004, 2004-2005, 2005-2006, 2006-2007, 2007-2008, 2008-2009, 2009-2010, 2010-2011, 2011-2012, 2012-2013, 2013-2014, 2014-2015, 2015-2016, 2016-2017, 2017-2018, 2018-2019) | [ 18 ] |
| 20            | Jamie Wilson      | Vincitori dell'evento 3                                     | 0 | [ 18 ] |
| 21            | Farakh Ajaib      | Vincitori dell'evento 3                                     | 0 | [ 18 ] |
| 22            | Steven Hallworth  | Vincitori dell'evento 3                                     | 2 (2014-2015, 2015-2016) | [ 18 ] |

### Giocatori qualificati alla fase a eliminazione diretta del Campionato mondiale 2020
| N° | Giocatore    |
| -- | ------------ |
| 1  | Jamie Clarke |
| 2  | Ashley Carty |

### Primi 4 giocatori della classifica stagionale fuori dai primi 64 del Ranking
| N° | Giocatore       |
| -- | --------------- |
| 1  | Jordan Brown    |
| 2  | Jak Jones       |
| 3  | Robbie Williams |
| 4  | Fergal O'Brien  |

### Invitational Tour Card
| N° | Giocatore      |
| -- | -------------- |
| 1  | Ken Doherty    |
| 2  | Stephen Hendry |

#### Numero di giocatori per nazione
22 nazioni diverse hanno almeno un giocatore professionista per la stagione 2020-2021, una in più dell'annata precedente.
Per la prima volta nella storia, Giamaica ed Ucraina hanno un rappresentante professionista.
| N°     | Nazione          | Numero | Stagione precedente |
| ------ | ---------------- | ------ | ------------------- |
| 1      | Inghilterra      | 59     | 0                   |
| 2      | Cina             | 24     | +1                  |
| 3      | Galles           | 11     | -1                  |
| 4      | Scozia           | 8      | +1                  |
| 5      | Irlanda          | 3      | +1                  |
| 6      | Irlanda del Nord | 3      | 0                   |
| 7      | Thailandia       | 3      | -1                  |
| 8      | Australia        | 2      | 0                   |
| 9      | Germania         | 2      | +1                  |
| 10     | Iran             | 2      | 0                   |
| 11     | Belgio           | 1      | 0                   |
| 12     | Brasile          | 1      | 0                   |
| 13     | Hong Kong        | 1      | -1                  |
| 14     | Israele          | 1      | 0                   |
| 15     | Giamaica         | 1      | +1                  |
| 16     | Malta            | 1      | 0                   |
| 17     | Marocco          | 1      | 0                   |
| 18     | Norvegia         | 1      | 0                   |
| 19     | Polonia          | 1      | -1                  |
| 20     | Svizzera         | 1      | 0                   |
| 21     | Ucraina          | 1      | +1                  |
| 22     | Pakistan         | 1      | 0                   |
| Totale | Totale           | 128    | 128                 |

## Calendario
Il 3 agosto 2020 è stata pubblicata una prima bozza del calendario, la quale non comprende il Saudi Arabia Snooker Masters, previsto per ottobre come nuovo torneo.
A differenza delle 14 edizioni precedenti, la Championship League diventa un titolo Ranking, ed è stato il primo evento di questa stagione; ha preso il via il 13 settembre e si è conclusa il 30 ottobre, dopo tre tappe.
Lo European Masters, disputatosi a gennaio nella precedente stagione, viene riproposto nella prima parte del calendario, così come il World Grand Prix.
Il World Snooker Tour ha annunciato che i primi otto tornei della stagione (eccetto la Championship League) e le qualificazioni per il German Masters si disputeranno alla Marshall Arena di Milton Keynes, struttura che aveva già ospitato la Championship League 2020 e il Tour Championship 2020, in quanto unico impianto a disporre di strutture in loco per evitare gli spostamenti. Lo UK Championship, che inizialmente era stato annunciato al Barbican Centre di York, si aggiunge a questi il 4 novembre.
Il 7 ottobre viene annunciata la seconda parte di calendario, che prevede il ritorno alle location usuali.
Il 3 dicembre il World Snooker Tour ha delineato il calendario per la seconda parte di stagione: a seguito della chiusura per quanto le manifestazioni sportive cinesi a livello internazionale, viene ufficializzato che non ci sarà nessun evento nel paese asiatico in questa annata; l'ultima stagione in cui non era stato giocato alcun torneo cinese era stata la 2003-2004. Per colmare questo vuoto, viene aggiunta la WST Pro Series, torneo che vedrà disputarsi la sua prima edizione tra gennaio e marzo, e una seconda tappa della Championship League, la quale non sarà valida per la classifica mondiale così come era accaduto in occasione della prima, e si giocherà tra gennaio ed aprile.
Con l'aggravarsi della situazione riguardante il virus, il World Snooker Tour annuncia Il 22 dicembre di voler posticipare il ritorno degli spettatori in sala, comunicando, inoltre, che il secondo evento stagionale della Championship League, il German Masters e lo Shoot-Out si disputeranno a Milton Keynes; tuttavia, il Masters verrà giocato alla Alexandra Palace di Londra, sede originale del torneo dal 2012.
Il 4 gennaio viene comunicato che anche il Masters verrà disputato alla Marshall Arena.
Il 26 gennaio il WST ha annunciato che il Welsh Open si disputerà al Celtic Manor Resort di Newport, in Galles. Sede di alcuni tornei di golf, tra cui la Ryder Cup 2010, il Celtic Manor Resort ha ospitato per la prima volta nella sua storia un torneo di snooker. Inoltre, questo è stato il primo torneo dal Campionato mondiale 2020 a disputarsi fuori dalla Marshall Arena di Milton Keynes, e il primo dal Gibraltar Open 2020 a disputarsi fuori dall'Inghilterra.
Il Players Championship e il Gibraltar Open tornano a disputarsi alla Marshall Arena, mentre il Tour Championship viene spostato al Celtic Manor Resort, esattamente un mese prima del suo inizio, ovvero il 22 febbraio.

### Main Tour
| N° | Date di gioco                       | Torneo                         | N° edizione | Città         | Impianto            | Vincitore      | Finalista         | Risultato   | Note   |
| -- | ----------------------------------- | ------------------------------ | ----------- | ------------- | ------------------- | -------------- | ----------------- | ----------- | ------ |
| 1  | dal 13 settembre al 30 ottobre 2020 | Championship League - Evento 1 | 15ª         | Milton Keynes | Stadium MK          | Kyren Wilson   | Judd Trump        | 3–1         | [ 31 ] |
| 2  | dal 21 al 27 settembre 2020         | European Masters               | 5ª          | Milton Keynes | Marshall Arena      | Mark Selby     | Martin Gould      | 9–8         | [ 32 ] |
| 3  | dal 12 al 18 ottobre 2020           | English Open                   | 5ª          | Milton Keynes | Marshall Arena      | Judd Trump     | Neil Robertson    | 9–8         | [ 33 ] |
| 4  | dal 2 all'8 novembre 2020           | Champion of Champions          | 10ª         | Milton Keynes | Marshall Arena      | Mark Allen     | Neil Robertson    | 10–6        | [ 34 ] |
| 5  | dal 16 al 22 novembre 2020          | Northern Ireland Open          | 5ª          | Milton Keynes | Marshall Arena      | Judd Trump     | Ronnie O'Sullivan | 9–7         | [ 35 ] |
| 6  | dal 23 novembre al 6 dicembre 2020  | UK Championship                | 44ª         | Milton Keynes | Marshall Arena      | Neil Robertson | Judd Trump        | 10–9        | [ 36 ] |
| 7  | dal 7 al 13 dicembre 2020           | Scottish Open                  | 12ª         | Milton Keynes | Marshall Arena      | Mark Selby     | Ronnie O'Sullivan | 9–3         | [ 37 ] |
| 8  | dal 14 al 20 dicembre 2020          | World Grand Prix               | 7ª          | Milton Keynes | Marshall Arena      | Judd Trump     | Jack Lisowski     | 10–7        | [ 38 ] |
| 9  | dal 3 gennaio al 2 aprile 2021      | Championship League - Evento 2 | 16ª         | Milton Keynes | Stadium MK          | Kyren Wilson   | Mark Williams     | 3–2         | [ 39 ] |
| 10 | dal 10 al 17 gennaio 2021           | The Masters                    | 47ª         | Milton Keynes | Marshall Arena      | Yan Bingtao    | John Higgins      | 10–8        | [ 40 ] |
| 11 | dal 18 gennaio al 21 marzo 2021     | WST Pro Series                 | 1ª          | Milton Keynes | Stadium MK          | Mark Williams  | Ali Carter        | Round-robin | [ 41 ] |
| 12 | dal 27 al 31 gennaio 2021           | German Masters                 | 12ª         | Milton Keynes | Marshall Arena      | Judd Trump     | Jack Lisowski     | 9–2         | [ 42 ] |
| 13 | dal 4 al 7 febbraio 2021            | Shoot-Out                      | 12ª         | Milton Keynes | Marshall Arena      | Ryan Day       | Mark Selby        | 1–0 (67–24) | [ 43 ] |
| 14 | dal 15 al 21 febbraio 2021          | Welsh Open                     | 30ª         | Newport       | Celtic Manor Resort | Jordan Brown   | Ronnie O'Sullivan | 9–8         | [ 44 ] |
| 15 | dal 22 al 28 febbraio 2021          | Players Championship           | 5ª          | Milton Keynes | Marshall Arena      | John Higgins   | Ronnie O'Sullivan | 10–3        | [ 45 ] |
| 16 | dal 1° al 7 marzo 2021              | Gibraltar Open                 | 6ª          | Milton Keynes | Marshall Arena      | Judd Trump     | Jack Lisowski     | 4–0         | [ 46 ] |
| 17 | dal 22 al 28 marzo 2021             | Tour Championship              | 3ª          | Newport       | Celtic Manor Resort | Neil Robertson | Ronnie O'Sullivan | 10–4        | [ 47 ] |
| 18 | dal 17 aprile al 3 maggio 2021      | Campionato mondiale            | 87ª         | Sheffield     | Crucible Theatre    | Mark Selby     | Shaun Murphy      | 18–15       | [ 48 ] |

Tornei rimossi dalla scorsa stagione
- Riga Masters
- International Championship
- Paul Hunter Classic
- Six-Red World Championship
- Shanghai Masters
- China Championship
- Haining Open
- World Open

### World Seniors Tour
| N° | Date di gioco            | Torneo                     | N° edizione | Città     | Impianto         | Vincitore   | Finalista   | Risultato | Note   |
| -- | ------------------------ | -------------------------- | ----------- | --------- | ---------------- | ----------- | ----------- | --------- | ------ |
| 1  | dal 19 al 22 agosto 2020 | World Seniors Championship | 11ª         | Sheffield | Crucible Theatre | Jimmy White | Ken Doherty | 5–4       | [ 49 ] |

Tornei rimossi dalla scorsa stagione
- UK Seniors Championship

Legenda:
      Titolo Ranking
      Titolo Non-Ranking
      World Seniors Tour

## Ranking
Il Ranking della stagione 2020-2021 è formato da 9 revisioni per ogni torneo valevole per la classifica.

### Revisioni
| N° | Revisione dopo il seguente torneo | Data revisione    | Punti sottratti                                                                                       |
| -- | --------------------------------- | ----------------- | --- |
| 1  | European Masters 2020             | 28 settembre 2020 | Riga Masters 2018 World Open 2018 Paul Hunter Classic 2018                                            |
| 2  | Championship League 2020          | 31 ottobre 2020   | China Championship 2018 European Masters 2018 English Open 2018 International Championship 2018       |
| 3  | Northern Ireland Open 2020        | 23 novembre 2020  | Northern Ireland Open 2018                                                                            |
| 4  | UK Championship 2020              | 7 dicembre 2020   | UK Championship 2018                                                                                  |
| 5  | World Grand Prix 2020             | 21 dicembre 2020  | Scottish Open 2018                                                                                    |
| 6  | Shoot-Out 2021                    | 8 febbraio 2021   | German Masters 2019 World Grand Prix 2019 Shoot-Out 2019                                              |
| 7  | Welsh Open 2021                   | 22 febbraio 2021  | Welsh Open 2019                                                                                       |
| 8  | Tour Championship 2021            | 29 marzo 2021     | Indian Open 2019 Players Championship 2019 Gibraltar Open 2019 China Open 2019 Tour Championship 2019 |
| 9  | Campionato mondiale 2021          | 4 maggio 2021     | Campionato mondiale 2019                                                                              |

| N° | Giocatore             | Punti   |
| -- | --------------------- | ------- |
| 1  | Judd Trump            | 1648500 |
| 2  | Ronnie O'Sullivan     | 1101000 |
| 3  | Neil Robertson        | 965000  |
| 4  | Mark Selby            | 722000  |
| 5  | Mark Allen            | 659500  |
| 6  | Kyren Wilson          | 621500  |
| 7  | John Higgins          | 534500  |
| 8  | Shaun Murphy          | 481000  |
| 9  | Stephen Maguire       | 478500  |
| 10 | Mark Williams         | 447750  |
| 11 | David Gilbert         | 401000  |
| 12 | Ding Junhui           | 399750  |
| 13 | Stuart Bingham        | 385500  |
| 14 | Jack Lisowski         | 333250  |
| 15 | Yan Bingtao           | 328500  |
| 16 | Joe Perry             | 276500  |
| 17 | Barry Hawkins         | 258250  |
| 18 | Gary Wilson           | 258100  |
| 19 | Ali Carter            | 256000  |
| 20 | Thepchaiya Un-Nooh    | 248225  |
| 21 | Graeme Dott           | 220250  |
| 22 | Anthony McGill        | 215000  |
| 23 | Scott Donaldson       | 206250  |
| 24 | Tom Ford              | 198750  |
| 25 | Zhou Yuelong          | 193250  |
| 26 | Matthew Selt          | 186350  |
| 27 | Kurt Maflin           | 181100  |
| 28 | Jimmy Robertson       | 179225  |
| 29 | Zhao Xintong          | 177250  |
| 30 | Michael Holt          | 174500  |
| 31 | Xiao Guodong          | 161600  |
| 32 | Noppon Saengkham      | 161500  |
| 33 | Matthew Stevens       | 160750  |
| 34 | Martin O'Donnell      | 159250  |
| 35 | Liang Wenbó           | 158500  |
| 36 | Mark King             | 148500  |
| 37 | Ryan Day              | 147750  |
| 38 | Luca Brecel           | 147500  |
| 39 | Mark Davis            | 142725  |
| 40 | Anthony Hamilton      | 137750  |
| 41 | Hossein Vafaei        | 137500  |
| 42 | Ben Woollaston        | 136850  |
| 43 | Lyu Haotian           | 134750  |
| 44 | Li Hang               | 132500  |
| 45 | Yuan Sijun            | 129500  |
| 46 | Ricky Walden          | 128750  |
| 47 | Stuart Carrington     | 128750  |
| 48 | Robert Milkins        | 115100  |
| 49 | Marco Fu              | 111250  |
| 50 | Daniel Wells          | 110250  |
| 51 | Sunny Akani           | 109000  |
| 52 | Martin Gould          | 107250  |
| 53 | Tian Pengfei          | 105750  |
| 54 | Alan McManus          | 105250  |
| 55 | Mei Xiwen             | 97500   |
| 56 | Lu Ning               | 96750   |
| 57 | Chris Wakelin         | 96475   |
| 58 | Sam Craigie           | 95500   |
| 59 | Andrew Higginson      | 92750   |
| 60 | Elliot Slessor        | 92000   |
| 61 | Luo Honghao           | 87000   |
| 62 | Joe O'Connor          | 86750   |
| 63 | Liam Highfield        | 85000   |
| 64 | Mark Joyce            | 84750   |
| 65 | Ian Burns             | 49000   |
| 66 | Alexander Ursenbacher | 47250   |
| 67 | Louis Heathcote       | 40250   |
| 68 | Nigel Bond            | 39750   |
| 69 | David Grace           | 38250   |
| 70 | Dominic Dale          | 37750   |
| 71 | Eden Sharav           | 30000   |
| 72 | Jackson Page          | 28000   |
| 73 | Gerard Greene         | 31500   |
| 74 | Mitchell Mann         | 26500   |
| 75 | Barry Pinches         | 25000   |
| 76 | Kacper Filipiak       | 19000   |
| 77 | Si Jiahui             | 17500   |
| 78 | Chang Bingyu          | 17250   |
| 79 | Chen Zifan            | 16000   |
| 80 | Soheil Vahedi         | 15500   |
| 81 | Rod Lawler            | 10000   |
| 82 | Igor Figueiredo       | 14500   |
| 83 | James Cahill          | 14500   |
| 84 | Jimmy White           | 13000   |
| 85 | Xu Si                 | 13000   |
| 86 | Billy Joe Castle      | 12000   |
| 87 | Jamie O'Neill         | 12000   |
| 88 | Duane Jones           | 11750   |
| 89 | Peter Lines           | 10000   |
| 90 | David Lilley          | 9500    |
| 91 | Brandon Sargeant      | 9000    |
| 92 | Fraser Patrick        | 8500    |
| 93 | Bai Langning          | 8000    |
| 94 | Andy Hicks            | 8000    |
| 95 | Amiri Amine           | 7000    |
| 96 | Lei Peifan            | 6000    |
| 97 | Alex Borg             | 5000    |
| 98 | Riley Parsons         | 0       |
| 99 | Steve Mifsud          | 0       |
| -  | Jordan Brown          | 0       |
| -  | Jak Jones             | 0       |
| -  | Robbie Williams       | 0       |
| -  | Fergal O'Brien        | 0       |
| -  | Fan Zhengyi           | 0       |
| -  | Lee Walker            | 0       |
| -  | Simon Lichtenberg     | 0       |
| -  | Peter Devlin          | 0       |
| -  | Jamie Jones           | 0       |
| -  | Zak Surety            | 0       |
| -  | Oliver Lines          | 0       |
| -  | Ben Hancorn           | 0       |
| -  | Rory McLeod           | 0       |
| -  | Jamie Wilson          | 0       |
| -  | Steven Hallworth      | 0       |
| -  | Farakh Ajaib          | 0       |
| -  | Ashley Hugill         | 0       |
| -  | Iulian Boiko          | 0       |
| -  | Gao Yang              | 0       |
| -  | Sean Maddocks         | 0       |
| -  | Lukas Kleckers        | 0       |
| -  | Allan Taylor          | 0       |
| -  | Pang Junxu            | 0       |
| -  | Zhao Jianbo           | 0       |
| -  | Andrew Pagett         | 0       |
| -  | Aaron Hill            | 0       |
| -  | Ashley Carty          | 0       |
| -  | Jamie Clarke          | 0       |
| -  | Ken Doherty           | 0       |
| -  | Stephen Hendry        | 0       |

#### Giocatori primi in classifica (1)
| N° | Giocatore  | Tornei da N°1                  | RIS | Volta da N°1 in carriera |
| -- | ---------- | ------------------------------ | --- | ------------------------ |
| 1  | Judd Trump | Championship League - Evento 1 | F   | 3ª                       |
| 1  | Judd Trump | European Masters               | SF  | 3ª                       |
| 1  | Judd Trump | English Open                   | V   | 3ª                       |
| 1  | Judd Trump | Northern Ireland Open          | V   | 3ª                       |
| 1  | Judd Trump | UK Championship                | F   | 3ª                       |
| 1  | Judd Trump | Scottish Open                  | QF  | 3ª                       |
| 1  | Judd Trump | World Grand Prix               | V   | 3ª                       |
| 1  | Judd Trump | WST Pro Series                 | 4°  | 3ª                       |
| 1  | Judd Trump | German Masters                 | V   | 3ª                       |
| 1  | Judd Trump | Shoot-Out                      | ND  | 3ª                       |
| 1  | Judd Trump | Welsh Open                     | 3T  | 3ª                       |
| 1  | Judd Trump | Players Championship           | 1T  | 3ª                       |
| 1  | Judd Trump | Gibraltar Open                 | V   | 3ª                       |
| 1  | Judd Trump | Tour Championship              | QF  | 3ª                       |
| 1  | Judd Trump | Campionato mondiale            | QF  | 3ª                       |

### Statistiche
Statistiche aggiornate al 3 maggio 2021.

## Finalisti

### Main Tour
| N° | Giocatore         | Vittorie | Finali perse | Totale |
| -- | ----------------- | -------- | ------------ | ------ |
| 1  | Judd Trump        | 5        | 2            | 7      |
| 2  | Ronnie O'Sullivan | 0        | 5            | 5      |
| 3  | Mark Selby        | 3        | 1            | 4      |
| 4  | Neil Robertson    | 2        | 2            | 4      |
| 5  | Jack Lisowski     | 0        | 3            | 3      |
| 6  | Kyren Wilson      | 2        | 0            | 2      |
| 7  | John Higgins      | 1        | 1            | 2      |
| 8  | Mark Williams     | 1        | 1            | 2      |
| 9  | Mark Allen        | 1        | 0            | 1      |
| 10 | Yan Bingtao       | 1        | 0            | 1      |
| 11 | Ryan Day          | 1        | 0            | 1      |
| 12 | Jordan Brown      | 1        | 0            | 1      |
| 13 | Martin Gould      | 0        | 1            | 1      |
| 14 | Ali Carter        | 0        | 1            | 1      |
| 15 | Shaun Murphy      | 0        | 1            | 1      |

#### Titoli Ranking
| N° | Giocatore      | Titoli Ranking vinti                                                                      |
| -- | -------------- | ----------------------------------------------------------------------------------------- |
| 1  | Judd Trump     | 5 (English Open, Northern Ireland Open, World Grand Prix, German Masters, Gibraltar Open) |
| 2  | Mark Selby     | 3 (European Masters, Scottish Open, Campionato mondiale)                                  |
| 3  | Neil Robertson | 2 (UK Championship, Tour Championship)                                                    |
| 4  | Kyren Wilson   | 1 (Championship League - Evento 1)                                                        |
| 4  | Ryan Day       | 1 (Shoot-Out)                                                                             |
| 4  | Jordan Brown   | 1 (Welsh Open)                                                                            |
| 4  | John Higgins   | 1 (Players Championship)                                                                  |
| 4  | Mark Williams  | 1 (WST Pro Series)                                                                        |

#### Titoli Non-Ranking
| N° | Giocatore    | Titoli Non-Ranking vinti           |
| -- | ------------ | ---------------------------------- |
| 1  | Mark Allen   | 1 (Champion of Champions)          |
| 1  | Yan Bingtao  | 1 (The Masters)                    |
| 1  | Kyren Wilson | 1 (Championship League - Evento 2) |

### World Seniors Tour
| N° | Giocatore   | Vittorie | Finali perse | Totale |
| -- | ----------- | -------- | ------------ | ------ |
| 1  | Jimmy White | 1        | 0            | 1      |
| 2  | Ken Doherty | 0        | 1            | 1      |

| N° | Giocatore   | Tornei del World Seniors Tour vinti |
| -- | ----------- | ----------------------------------- |
| 1  | Jimmy White | 1 (World Seniors Championship)      |

## Finalisti per nazione

### Main Tour
| N° | Nazione          | Vittorie | Finali perse | Totale |
| -- | ---------------- | -------- | ------------ | ------ |
| 1  | Inghilterra      | 10       | 14           | 24     |
| 2  | Australia        | 2        | 2            | 4      |
| 3  | Galles           | 2        | 1            | 3      |
| 4  | Irlanda del Nord | 2        | 0            | 2      |
| 5  | Scozia           | 1        | 1            | 2      |
| 6  | Cina             | 1        | 0            | 1      |

### World Seniors Tour
| N° | Nazione     | Vittorie | Finali perse | Totale |
| -- | ----------- | -------- | ------------ | ------ |
| 1  | Inghilterra | 1        | 0            | 1      |
| 2  | Irlanda     | 0        | 1            | 1      |

## Century breaks

### Main Tour
| Giocatore             | Century breaks | Miglior break                                                                |
| --------------------- | -------------- | ---------------------------------------------------------------------------- |
| Judd Trump            | 90             | 147 (Northern Ireland Open)                                                  |
| Kyren Wilson          | 74             | 147 (UK Championship)                                                        |
| Neil Robertson        | 72             | 142 (Players Championship)                                                   |
| Mark Selby            | 63             | 144 (Championship League - Evento 2)                                         |
| Stuart Bingham        | 50             | 147 (UK Championship) - (Championship League - Evento 2)                     |
| John Higgins          | 47             | 147 (Championship League - Evento 1)                                         |
| Ronnie O'Sullivan     | 46             | 144 (Players Championship)                                                   |
| Barry Hawkins         | 41             | 145 (Championship League - Evento 1)                                         |
| Shaun Murphy          | 36             | 147 (German Masters) Qualificazioni                                          |
| Mark Allen            | 36             | 145 (European Masters)                                                       |
| Mark Williams         | 36             | 139 (Championship League - Evento 2)                                         |
| Anthony McGill        | 32             | 142 (Northern Ireland Open)                                                  |
| Zhou Yuelong          | 29             | 147 (Scottish Open)                                                          |
| Ali Carter            | 28             | 141 (Championship League - Evento 2) - (WST Pro Series)                      |
| Jack Lisowski         | 28             | 139 (Championship League - Evento 1)                                         |
| Zhao Xintong          | 23             | 144 (Championship League - Evento 2)                                         |
| Yan Bingtao           | 22             | 141 (The Masters)                                                            |
| David Gilbert         | 22             | 140 (European Masters)                                                       |
| Ding Junhui           | 20             | 137 (English Open) - (World Grand Prix)                                      |
| Jamie Jones           | 18             | 145 (Gibraltar Open)                                                         |
| Matthew Selt          | 18             | 142 (Championship League - Evento 2) - (Campionato mondiale) Qualificazioni  |
| Xiao Guodong          | 17             | 133 (German Masters) Qualificazioni - (Campionato mondiale) - Qualificazioni |
| Joe Perry             | 16             | 142 (WST Pro Series)                                                         |
| Kurt Maflin           | 15             | 141 (UK Championship)                                                        |
| Lu Ning               | 15             | 137 (World Grand Prix)                                                       |
| Stephen Maguire       | 15             | 137 (The Masters)                                                            |
| Chang Bingyu          | 14             | 139 (UK Championship)                                                        |
| Martin Gould          | 14             | 131 (European Masters)                                                       |
| Tom Ford              | 13             | 142 (Championship League - Evento 2)                                         |
| Liang Wenbó           | 13             | 133 (Scottish Open)                                                          |
| Ricky Walden          | 13             | 129 (WST Pro Series)                                                         |
| Robert Milkins        | 12             | 142 (WST Pro Series)                                                         |
| Graeme Dott           | 12             | 141 (Championship League - Evento 2)                                         |
| Michael Holt          | 12             | 136 (World Grand Prix)                                                       |
| Luca Brecel           | 12             | 133 (Northern Ireland Open)                                                  |
| Ryan Day              | 11             | 147 (Championship League - Evento 1)                                         |
| Lyu Haotian           | 11             | 137 (WST Pro Series)                                                         |
| Jamie Clarke          | 11             | 135 (English Open)                                                           |
| Gary Wilson           | 10             | 147 (WST Pro Series)                                                         |
| Jimmy Robertson       | 10             | 143 (WST Pro Series)                                                         |
| Sam Craigie           | 10             | 143 (WST Pro Series)                                                         |
| Thepchaiya Un-Nooh    | 10             | 135 (Championship League - Evento 1)                                         |
| Tian Pengfei          | 10             | 129 (Scottish Open)                                                          |
| Liam Highfield        | 9              | 140 (Scottish Open)                                                          |
| Li Hang               | 9              | 138 (Campionato mondiale) Qualificazioni                                     |
| Igor Figueiredo       | 9              | 137 (UK Championship)                                                        |
| Chris Wakelin         | 9              | 137 (Gibraltar Open)                                                         |
| Stuart Carrington     | 9              | 137 (WST Pro Series)                                                         |
| Jak Jones             | 9              | 130 (Campionato mondiale) Qualificazioni                                     |
| Pang Junxu            | 9              | 130 (European Masters)                                                       |
| Hossein Vafaei        | 8              | 146 (UK Championship)                                                        |
| Scott Donaldson       | 8              | 140 (Gibraltar Open)                                                         |
| Alexander Ursenbacher | 8              | 139 (Campionato mondiale) Qualificazioni                                     |
| Oliver Lines          | 8              | 137 (Campionato mondiale) Qualificazioni                                     |
| Joe O'Connor          | 8              | 137 (Campionato mondiale) Qualificazioni                                     |
| Ben Woollaston        | 8              | 137 (WST Pro Series)                                                         |
| Robbie Williams       | 8              | 135 (German Masters)                                                         |
| Jordan Brown          | 8              | 135 (Welsh Open)                                                             |
| Martin O'Donnell      | 8              | 129 (European Masters)                                                       |
| Luo Honghao           | 8              | 128 (Championship League - Evento 1)                                         |
| Elliot Slessor        | 7              | 140 (WST Pro Series)                                                         |
| Fergal O'Brien        | 6              | 140 (Campionato mondiale) Qualificazioni                                     |
| Ken Doherty           | 6              | 139 (Championship League - Evento 1)                                         |
| Si Jiahui             | 6              | 128 (UK Championship)                                                        |
| Chen Zifan            | 5              | 141 (UK Championship)                                                        |
| Yuan Sijun            | 5              | 140 (UK Championship)                                                        |
| Mark Joyce            | 5              | 135 (Campionato mondiale) Qualificazioni                                     |
| Fraser Patrick        | 5              | 132 (Gibraltar Open)                                                         |
| Allan Taylor          | 5              | 129 (European Masters)                                                       |
| Andrew Higginson      | 5              | 129 (German Masters) Qualificazioni                                          |
| Steven Hallworth      | 5              | 126 (English Open)                                                           |
| Dominic Dale          | 5              | 124 (Campionato mondiale) Qualificazioni                                     |
| Zhao Jianbo           | 5              | 123 (Campionato mondiale) Qualificazioni                                     |
| Mark Davis            | 4              | 143 (Campionato mondiale) Qualificazioni                                     |
| Matthew Stevens       | 4              | 140 (Championship League - Evento 1)                                         |
| Lei Peifan            | 4              | 138 (Campionato mondiale) Qualificazioni                                     |
| Duane Jones           | 4              | 137 (Campionato mondiale) Qualificazioni                                     |
| Gerard Greene         | 4              | 136 (Campionato mondiale) Qualificazioni                                     |
| Ashley Hugill         | 4              | 133 (WST Pro Series)                                                         |
| Jamie O'Neill         | 4              | 131 (German Masters) Qualificazioni                                          |
| Simon Lichtenberg     | 4              | 128 (German Masters) Qualificazioni                                          |
| Louis Heathcote       | 4              | 115 (German Masters)                                                         |
| Mitchell Mann         | 3              | 138 (WST Pro Series)                                                         |
| Anthony Hamilton      | 3              | 136 (WST Pro Series)                                                         |
| Bai Langning          | 3              | 136 (Campionato mondiale) Qualificazioni                                     |
| Sunny Akani           | 3              | 132 (European Masters)                                                       |
| Jackson Page          | 3              | 130 (European Masters)                                                       |
| Michael White         | 3              | 130 (Championship League - Evento 1)                                         |
| Andy Hicks            | 3              | 130 (UK Championship)                                                        |
| Soheil Vahedi         | 3              | 123 (Gibraltar Open)                                                         |
| Xu Si                 | 3              | 121 (Championship League - Evento 1)                                         |
| David Grace           | 3              | 116 (Championship League - Evento 1)                                         |
| Ashley Carty          | 2              | 141 (Northern Ireland Open)                                                  |
| Jimmy White           | 2              | 140 (WST Pro Series)                                                         |
| Riley Parsons         | 2              | 138 (Gibraltar Open)                                                         |
| Daniel Wells          | 2              | 137 (UK Championship)                                                        |
| Lukas Kleckers        | 2              | 134 (2) (Campionato mondiale) Qualificazioni                                 |
| Billy Joe Castle      | 2              | 130 (Welsh Open)                                                             |
| Patrick Wallace       | 2              | 127 (Northern Ireland Open)                                                  |
| Noppon Saengkham      | 2              | 127 (Scottish Open)                                                          |
| Nigel Bond            | 2              | 122 (WST Pro Series) - (Campionato mondiale) Qualificazioni                  |
| Mark King             | 2              | 120 (Campionato mondiale) Qualificazioni                                     |
| David Lilley          | 2              | 119 (English Open)                                                           |
| Gao Yang              | 2              | 114 (Championship League - Evento 1)                                         |
| Alan McManus          | 2              | 112 (Scottish Open)                                                          |
| Brian Ochoiski        | 2              | 110 (WST Pro Series)                                                         |
| Dylan Emery           | 2              | 108 (Campionato mondiale) Qualificazioni                                     |
| Florian Nüßle         | 2              | 102 (European Masters)                                                       |
| Aaron Hill            | 2              | 101 (UK Championship)                                                        |
| Rod Lawler            | 1              | 140 (WST Pro Series)                                                         |
| Paul Davison          | 1              | 134 (WST Pro Series)                                                         |
| Rory McLeod           | 1              | 132 (European Masters)                                                       |
| James Cahill          | 1              | 129 (European Masters)                                                       |
| Eden Sharav           | 1              | 124 (English Open)                                                           |
| Zak Surety            | 1              | 123 (Scottish Open)                                                          |
| Lee Walker            | 1              | 122 (Northern Ireland Open)                                                  |
| Brandon Sargeant      | 1              | 121 (Championship League - Evento 1)                                         |
| Ian Burns             | 1              | 114 (Championship League - Evento 1)                                         |
| Julien Leclercq       | 1              | 114 (Campionato mondiale) Qualificazioni                                     |
| Ben Hancorn           | 1              | 111 (English Open)                                                           |
| Michael Collumb       | 1              | 110 (Scottish Open)                                                          |
| Sean Maddocks         | 1              | 107 (UK Championship)                                                        |
| Stephen Hendry        | 1              | 107 (Gibraltar Open)                                                         |
| Kacper Filipiak       | 1              | 103 (WST Pro Series)                                                         |
| Peter Devlin          | 1              | 102 (European Masters)                                                       |
| Alex Borg             | 1              | 102 (Northern Ireland Open)                                                  |
| Farakh Ajaib          | 1              | 100 (English Open)                                                           |
| Barry Pinches         | 1              | 100 (UK Championship)                                                        |

### World Seniors Tour
| Giocatore   | Century breaks | Miglior break                    |
| ----------- | -------------- | -------------------------------- |
| Jimmy White | 1              | 130 (World Seniors Championship) |

## Maximum breaks

### Main Tour
| N° | Giocatore      | Competizione                   | Avversario         | Data              | Note   |
| -- | -------------- | ------------------------------ | ------------------ | ----------------- | ------ |
| 1  | Ryan Day       | Championship League - Evento 1 | Rod Lawler         | 13 settembre 2020 | [ 60 ] |
| 2  | John Higgins   | Championship League - Evento 1 | Kyren Wilson       | 30 ottobre 2020   | [ 57 ] |
| 3  | Shaun Murphy   | German Masters Qualificazioni  | Chen Zifan         | 10 novembre 2020  | [ 58 ] |
| 4  | Judd Trump     | Northern Ireland Open          | Gao Yang           | 18 novembre 2020  | [ 53 ] |
| 5  | Kyren Wilson   | UK Championship                | Ashley Hugill      | 24 novembre 2020  | [ 54 ] |
| 6  | Stuart Bingham | UK Championship                | Zak Surety         | 25 novembre 2020  | [ 55 ] |
| 7  | Zhou Yuelong   | Scottish Open                  | Peter Lines        | 7 dicembre 2020   | [ 59 ] |
| 8  | Stuart Bingham | Championship League - Evento 2 | Thepchaiya Un-Nooh | 4 gennaio 2021    | [ 56 ] |
| 9  | Gary Wilson    | WST Pro Series                 | Liam Highfield     | 20 gennaio 2021   | [ 61 ] |